# Шмонина, Марина Константиновна
Мари́на Константи́новна Шмо́нина (9 февраля 1965, Ташкент, Узбекская ССР, СССР) — советская легкоатлетка, олимпийская чемпионка в эстафете 4×400 метров. Заслуженный мастер спорта СССР (1992).

## Карьера
В 1992 году в составе Объединённой команды участвовала в предварительных забегах в эстафете 4×400 метров, в итоге получив золотую медаль.
Также становилась серебряным призёром чемпионата мира — в 1991 году. Побеждала на чемпионате Европы, чемпионате Европы в помещении и на Играх доброй воли.
В 1993 году, после зимнего чемпионата мира по лёгкой атлетике, была уличена в применении допинга, лишена выигранной на этом чемпионате золотой медали в эстафете 4×400 метров (медалей лишилась и вся сборная команда) и дисквалифицирована на четыре года, после чего завершила карьеру.

## Личная жизнь
Окончила Узбекский государственный институт физической культуры по специальности физическая культура и спорт. Ныне работает детским тренером.